# 本多政信
本多 政信（ほんだ まさのぶ）は、江戸時代前期の大名。大和郡山藩支藩（部屋住み領）主。政信系本多家初代。

## 生涯
寛永11年（1634年）、播磨姫路藩主・本多政朝の三男として、姫路に生まれる。政朝は本多忠勝の長男である忠政の二男で、忠勝系本多家（本多平八郎家）の宗家の当主であった。
父の政朝は、寛永15年（1638年）11月20日に死去した。政朝の嫡男（政信の兄）である政長は幼少であったため、寛永16年（1639年）3月3日に政朝の従兄弟である本多政勝（姫路藩支藩主）が平八郎家宗家を継承することが認められた。この際幕命によって政長・政信兄弟は政勝の養子となり、政長が政勝の嗣子とされた。また、このときに平八郎家宗家は姫路から大和郡山藩に移され、政勝は15万石を治めることとなった。政勝はさきに政朝から姫路において部屋住み領として4万石を分知されていたが、この4万石の領知は政勝の実子・本多勝行に与えられて大和国に移された。
正保元年（1644年）11月28日、政信（11歳）は将軍・徳川家光に御目見した。
寛文11年（1650年）、本多勝行が16歳で死去。承応2年（1653年）、勝行の旧領である4万石は政長・政信兄弟に分けられた。政信は大和国6郡（葛上郡・忍海郡・平群郡・十市郡・葛下郡・高市郡）内で1万石を与えられ、郡山城内に住した（部屋住み）。明暦2年（1656年）9月11日、はじめて領地入りの暇を与えられる。寛文元年（1661年）12月28日、従五位下に叙せられ、監物を称した。
寛文2年（1662年）4月20日、29歳で死去した。嗣子がなかったため、政勝の子・本多忠英が末期養子となって跡を継いだ。

## 系譜
- 父：本多政朝
- 母：不詳
- 正室：無し
  - 養子：本多忠英（本多政勝の子）